# راحب علييف
راحب سيد آغا أوغلي علييف (بالأذربيجانية: Rahib Əliyev) هو ممثل مسرحي وسينمائي أذربيجاني.

## حياته
ولد راحب علييف في 12 يوليو عام 1945، في مدينة باكو. دخل كلية التمثيل السينمائي الدرامي في معهد مسرح الدولة الأذربيجاني المشهور بمعهد ميرزا آغا علييف في عام 1965 وتخرج منه في عام 1969. أثناء دراسته في المعهد، دُعي إلى مسرح المتفرجين الشباب في أذربيجان في عام 1967، ومنذ ذلك الوقت كان عمل في هذا المسرح. بدأ راحب علييف مساره مهني التمثيلي في 18 سيبتمبر، عام 1958.

## نشاطه
عمل في مسرح المتفرجين الشباب في أذربيجان وأدى أكثر من سبعين دوراً. فاز راحب علييف بجائزة «تكريم الفنان في جمهورية أذربيجان» عن خدمات تطوير لمهنة المسرح الأذربيجاني، في عام 2006، وبجائزة الرئس في سنوات 2011، و2013، و2014، و2015، و2016، و2017، و2018.

في 10 ديسمبر عام 2018، حصل راحب علييف على ميدالية «التقدم» لذكرى اليوبيل التسعين لمسرح المتفرجين الشباب في أذربيجان ولخدماته في تطوير الفن المسرحي في أذربيجان.

## نشاته المسرح

### أدواره في المسرح
- ماركون («أود» ووينيج)
- فرزالي باي - («نصر الدين» يوسف عظيم زاده)
- الشيخ- (قصيدة «كومسومول»)
- الوزير («وداع هند» قيبولى رسولوف)
- محمد («مفوضو باكو»)
- «باي» («فتاة سمراء»)
- جابي («حاجي قامبار»)
- مولا أسادولا - («الجمل الأبيض»، إلتشين)

## روابط خارجية
- راحب علييف على موقع IMDb (الإنجليزية)